# Nasum
Nasum byla švédská grindcore kapela založená v roce 1992. Kapela se rozpadla po smrti Mieszka Talarczyka v zimě 2004.

## Sestava
- Urban Skytt - kytara
- Mieszko Talarczyk - kytara/zpěv
- Jon Lindquist - bass/zpěv
- Anders Jakobson - bubny

## Diskografie
1. „Blind World“, split 7" EP with Agatochles (Poserslaughter)
2. Really Fast vol 9, comp LP (Really Fast)
3. Grindwork, comp MCD (Grindwork Productions)
4. „Smile When You're Dead“, split 7" EP with Psycho (Ax/ction)
5. „Domedagen“, demo (self released)
6. „Industrislaven“, MCD (Poserslaughter)
7. „World In Turmoil“, 7" (Blurred)
8. „The Black Illusions“, split 7" EP with Abstain (Yellow Dog)
9. Regressive Hostility, comp CD (Hostile Regression)
10. In Defense of Our Future - A Tribute to Discharge, LP/CD (Distortion)
11. „Inhale/Exhale“, CD (Relapse)
12. „Inhale/Exhale“, LP (Distorion/Relapse)
13. Untitled 7" - bonus with „Inhale/Exhale“ LP (Distorion/Relapse)
14. Contaminated, comp CD (Relapse)
15. „The Nasum Campaign“, split 7" EP with Warhate (Relapse)
16. Relapse Winter 2000 sample, promo comp CD (Relapse)
17. „Human 2.0“, CD (Relapse)
18. „Human 2.0“, LP (Distortion/Relapse)
19. „Human 2.01“, CD (Ritual/Howling Bull) - Japan edition
20. „The Bloodbath is Coming“, comp 7" EP (Putrid Filth Conspiracy)
21. Untitled split 7" EP with Asterisk* (Black Mask Collective/Busted Heads/Putrid Filth)
22. Requiems of Revulsion - A Tribute to Carcass, comp CD (Death Vomit)
23. Untitled split 7" EP with Skitsystem (No Tolerance)
24. Polar Grinder, comp LP (Putrid Filth/Manufactured cR)
25. Collapsed, comp CD (Ritual/Howling Bull)
26. „Helvete“, LP/CD (Relapse)
27. „Helvete“, CD (Ritual/Howling Bull) - Japan edition
28. „Shift“, CD (Burning Heart) - World edition
29. „Shift“, CD (Relapse) - US edition
30. „Shift“, CD (Ritual/Howling Bull) - Japan edition
31. „Shift“, LP (No Tolerance/Burning Heart)
32. „Grind Finale“, 2xCD (Relapse)